# روز سنت پاتریک

روز سنت پاتریک (به انگلیسی: Saint Patrick's Day) یک جشن فرهنگی و مذهبی است که هر ساله در ۱۷ مارس برگزار می‌شود که طبق سنت‌ها تاریخ درگذشت سنت پاتریک (ح. ۳۸۵ - ح ۴۶۱)، مهمترین حامی ایرلند است. روز سنت پاتریک یکی از اعیاد مخصوص و تعطیلات ایرلندی‌ها است؛ که با مهاجرت و نفوذ آنها، به‌ویژه میکده‌های ایرلندی به اکثر کشورهای دیگر، بعد بین‌المللی به خود گرفته. در این جشن، مردها و زن‌های ایرلندی لباس‌های محلی سبز رنگ خود را پوشیده و نوشیدنی ملی محبوبشان را می‌نوشند و رقص محلی خود را اجرا می‌کنند.

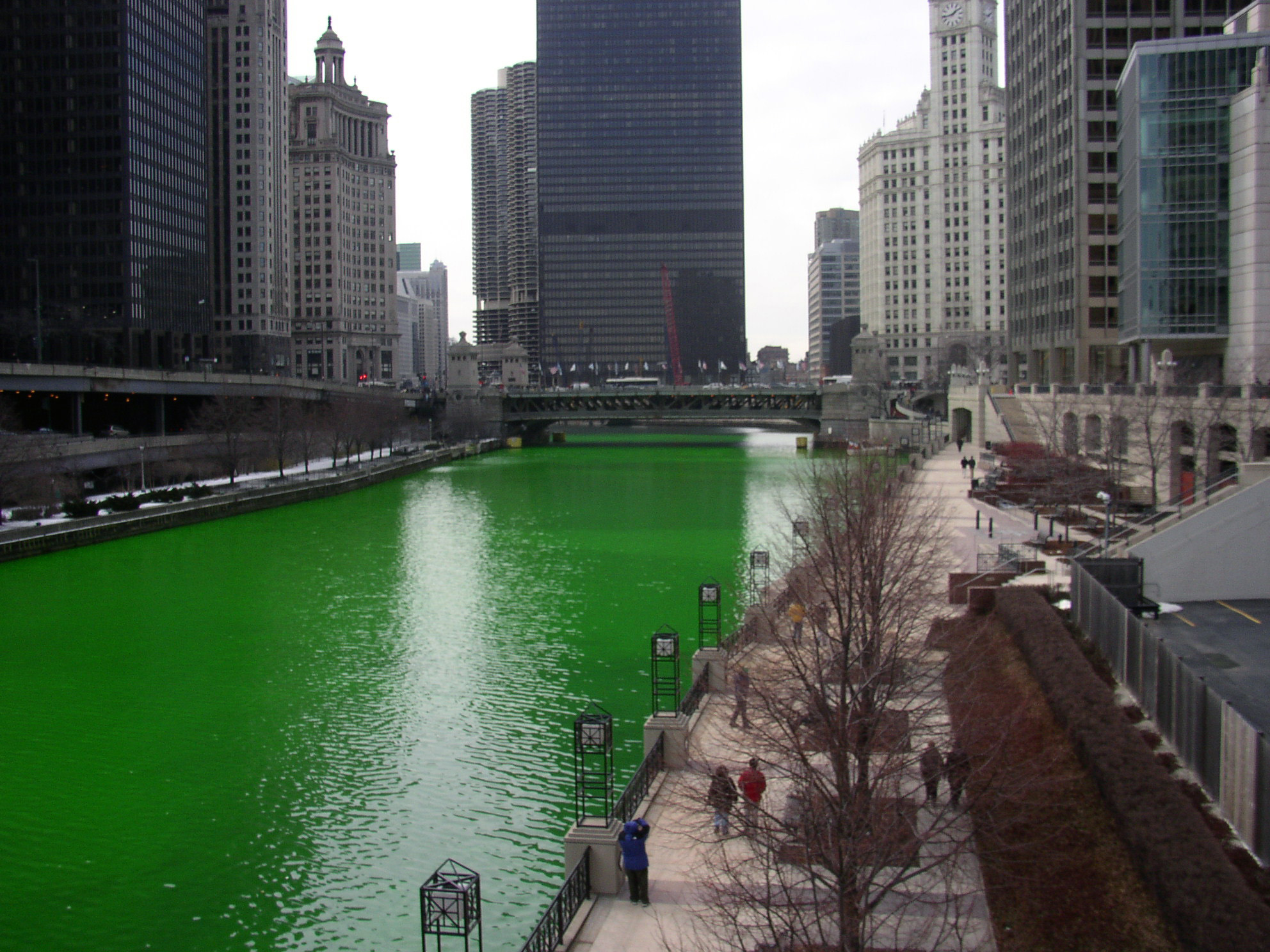
رودخانهٔ شیکاگو به‌مناسبت جشن روز سنت پاتریک با جوهر سبز شده‌است.

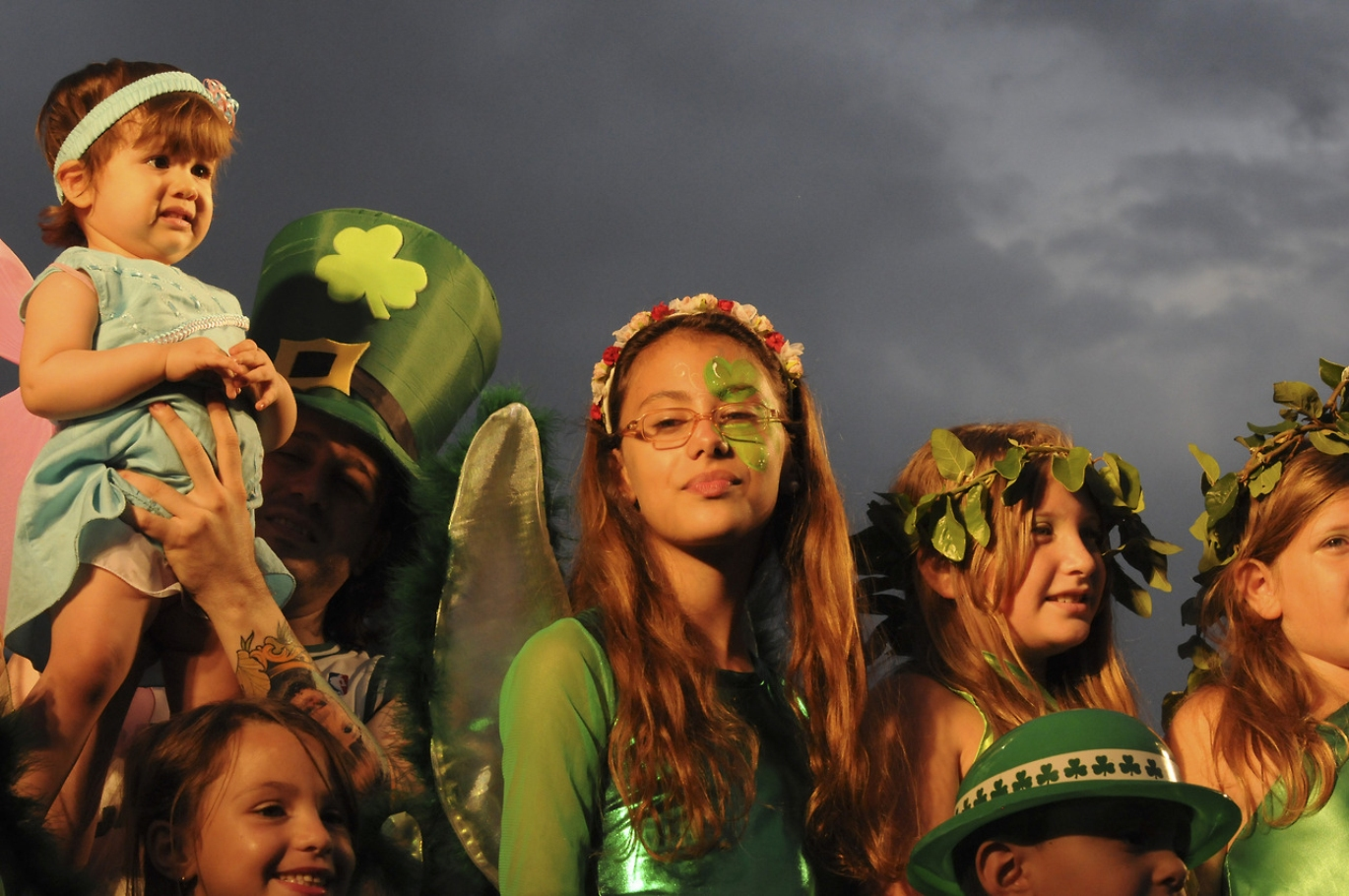
روز سنت پاتریک، بوئنوس آیرس (آرژانتین)

روز ملی ۱۷ مارس هر سال به‌عنوان روز ملی یا «روز سنت پاتریک» در کشورهای همسود و آمریکا جشن گرفته می‌شود. استفاده از شبدر ایرلندی توسط سنت پاتریک و هنگام موعظه او در ایرلند موجب تصویب این ترکیب بعنوان نماد ایرلند شد.
روز سنت پاتریک در اوایل قرن هفدهم میلادی به عنوان یک روز رسمی در جهان مسیحیت ساخته شد و توسط کلیسای کاتولیک، انجمن آنگلیکان (به ویژه کلیسای ایرلند)، کلیسای ارتدکس شرقی و کلیسای لوتران برگزار می‌شود. سنت پاتریک کسی بود که گفته می‌شود دین مسیحیت را به ایرلند آورد و این روز از سنت پاتریک و ورود مسیحیت به ایرلند یاد می‌کند، و به‌نوعی میراث و فرهنگ ایرلندی‌ها را به‌طور کلی جشن می‌گیرد. این جشن‌ها به‌طور معمول شامل رژه‌ها و جشنواره‌های عمومی، دورهمی‌های خانوادگی موسوم به سیلید و پوشیدن لباس سبز یا لباس با نقش شبدر ایرلندی است. مسیحیان نیز در «خدمات کلیسایی» که متعلق به آن فرقه‌های مذهبی هستند شرکت می‌کنند. از نظر تاریخی محدودیت‌های روزه مانند برای خوردن و آشامیدن الکل در این روز برداشته شد که این امر باعث ترغیب و تبلیغ سنت مصرف الکل در تعطیلات شده‌است.

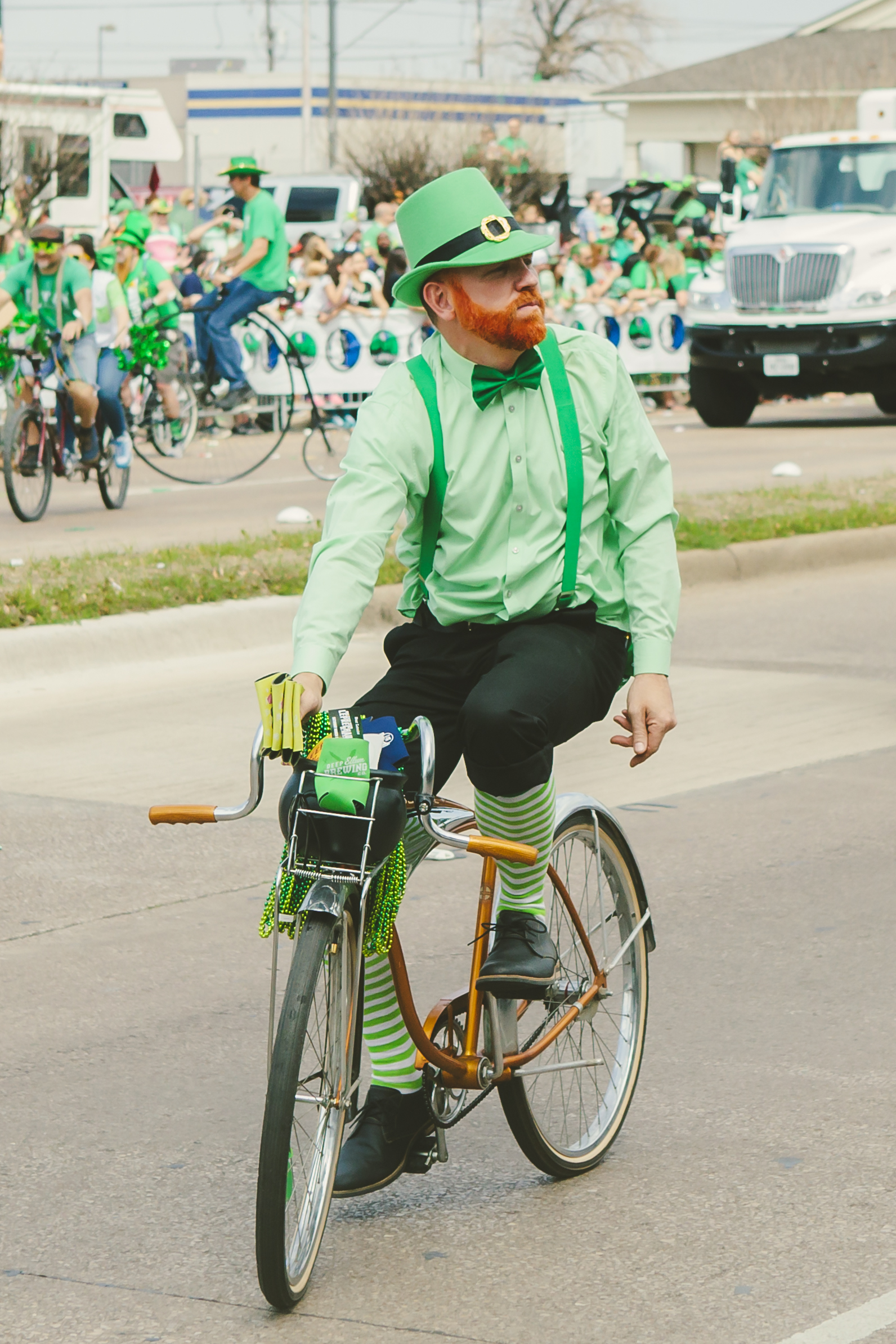
مردی در لباس لپرکان در روز سنت پاتریک

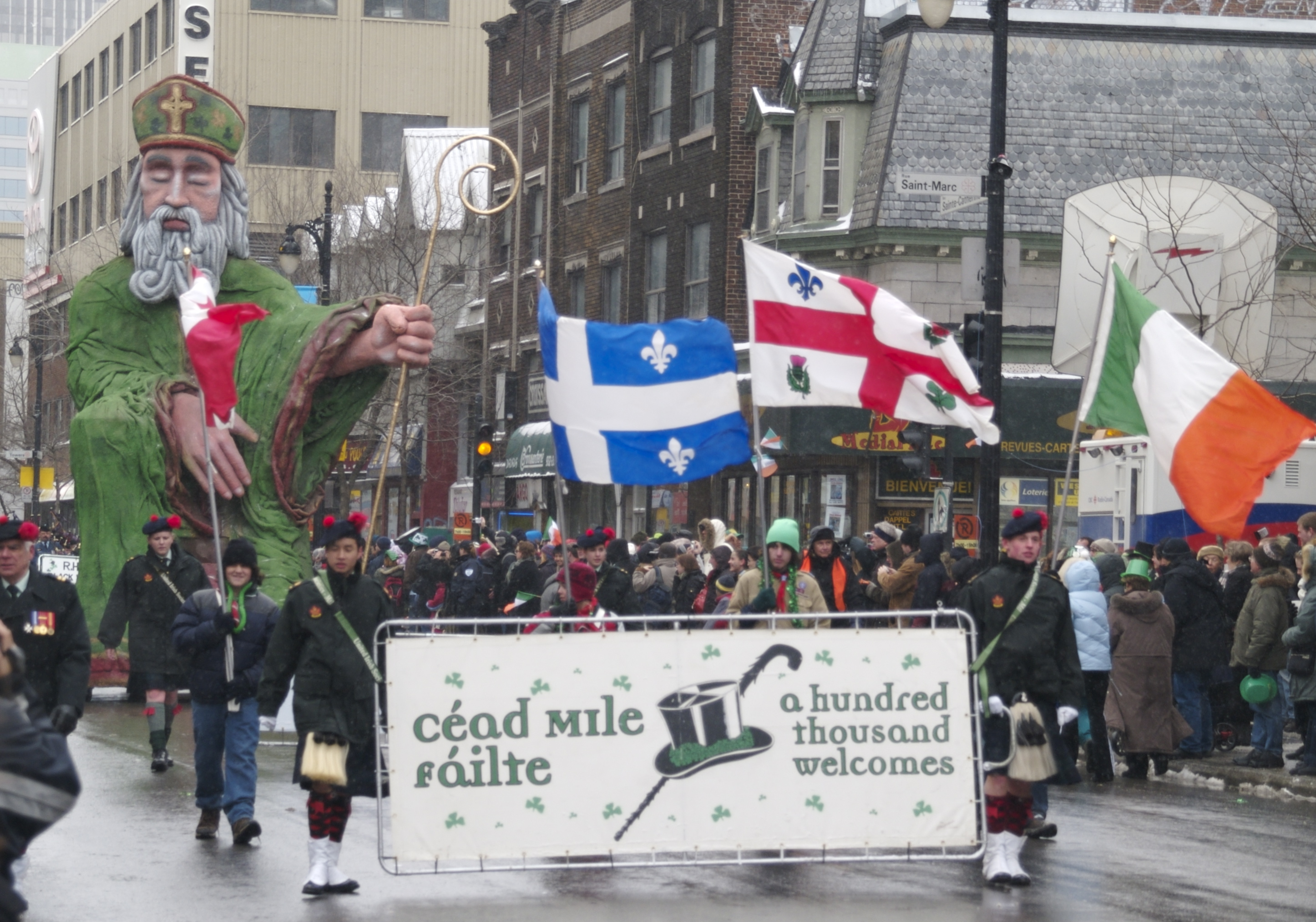
مونترال میزبان یکی از طولانی‌ترین و بزرگترین رژه‌های روز سنت پاتریک در آمریکای شمالی است

به مناسبت بزرگداشت روز سنت پاتریک موتور جستجوی گوگل از سال ۲۰۰۴ تاکنون همه ساله در روز ۱۷ مارس لوگوی گوگل دودل خود را در کشورهای زیادی تغییر می‌دهد.